# Себезький район
Себезький райо́н (рос. Себежский район) — муніципальне утворення в Псковській області, Російська Федерація.
Адміністративний центр — місто Себеж. Район включає 5 муніципальних утворень.

## Географія

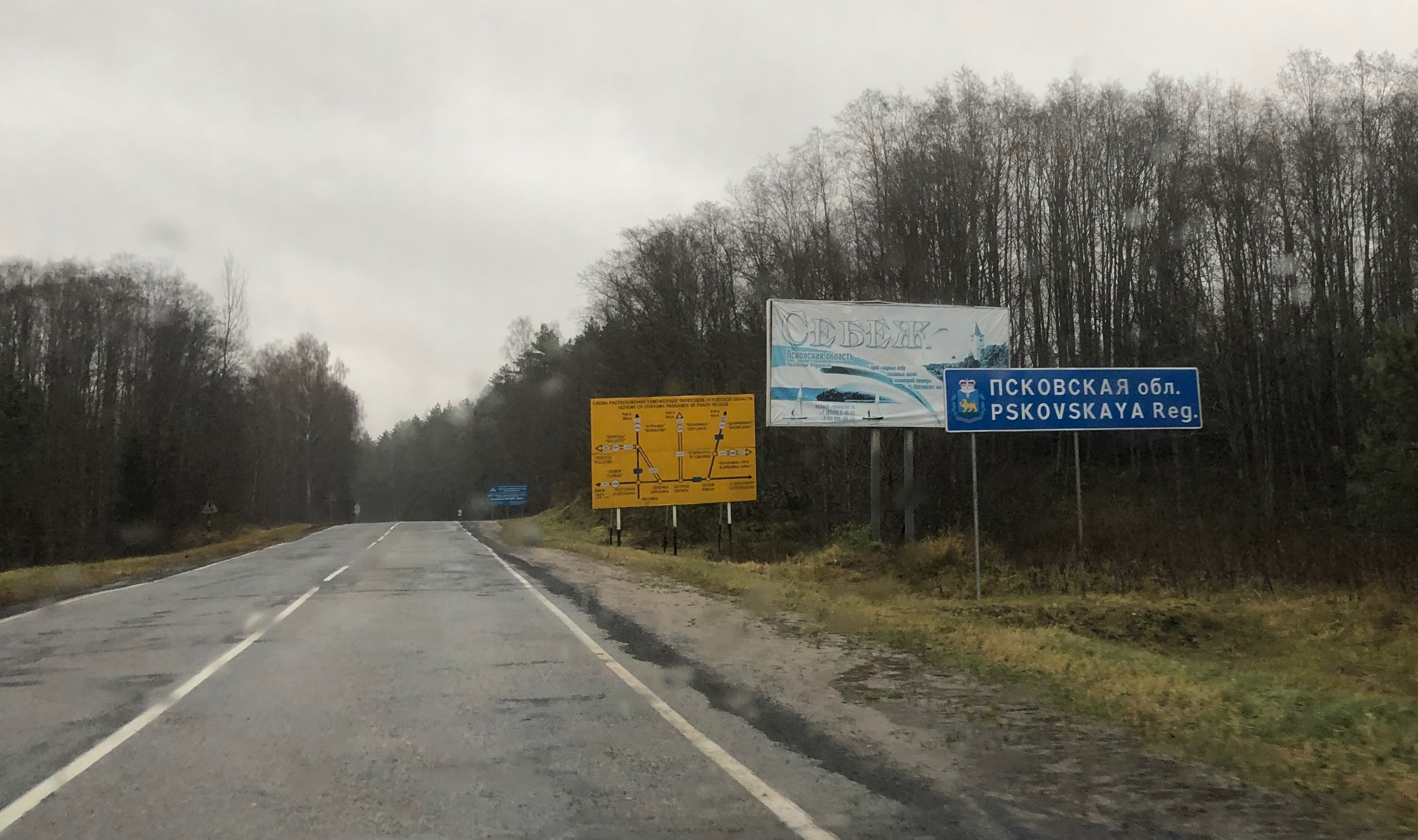
Кордон з Білоруссю

Площа району — 3110 км². Район межує на півночі з Красноградський район та Опочецьким районами, на сході — з Пустошкинським та Невельським районами Псковської області РФ, на заході — з Лудзенським краєм Латвії, на півдні — з Вітебською областю Білорусії.
Південно-західну частину території району займає Себезький національний парк.
Основні річки — Велика, Ідриця, Чернея, Коноплястик, Досьма, Іса.